# Li Na (šermířka)
Li Na (čínsky pchin-jinem Lǐ Nà, znaky 李娜; * 9. března 1981, Tan-tung, Čína) je bývalá čínská sportovní šermířka, která se specializovala na šerm kordem.
Čínu reprezentovala v prvním a druhém desetiletí jednadvacátého století. Na olympijských hrách startovala v roce 2000, 2004, 2008 a 2012 v soutěži jednotlivkyň a družstev. V soutěži jednotlivkyň postoupila na olympijských hrách 2008 do semifinále a obsadila čtvrté místo. V roce 2011 získala titul mistryně světa v soutěži jednotlivkyň. S čínským družstvem kordistek vybojovala na olympijských hrách jednu zlatou (2012) a jednu bronzovou (2000) olympijskou medaili a v roce 2006 vybojovala s družstvem titul mistryň světa.